# Atammik

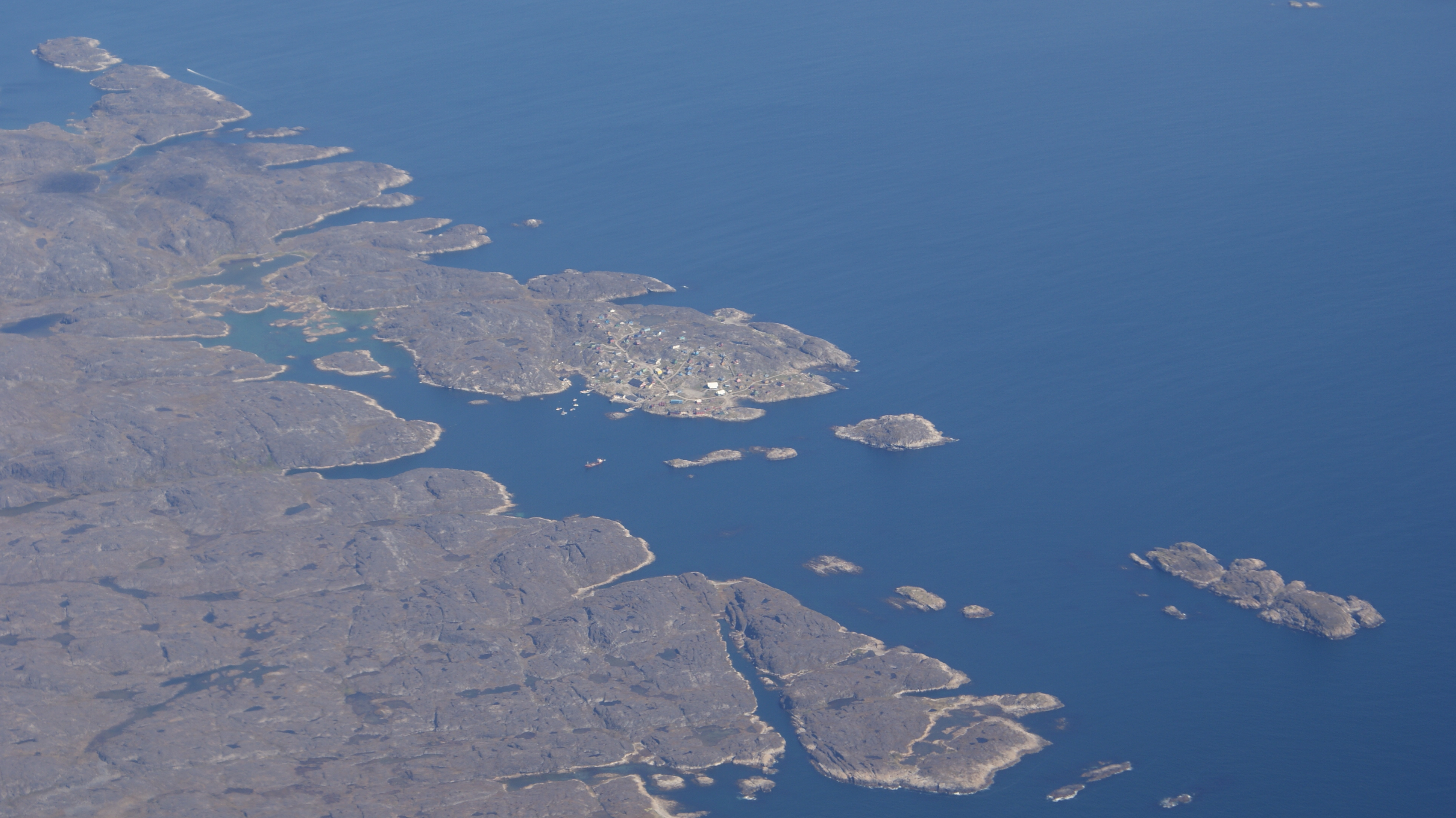
Atammik sett uppifrån, juni 2010

Atammik är en grönländsk bygd i Qeqqata kommun i Västgrönland. Den ligger på fastlandet vid Fiskefjordens mynning, åtta mil norr om Nuuk, och lika långt söder om Maniitsoq. Invånarantalen uppvisar en sjunkande trend, och var nere på 190 år 2015.
Fiskefjorden är ett stort komplex av fjordar och insjöar, och tidvattnet kan ge upphov till kraftiga strömmar i de smalaste stråken. 
Under åren 2005-2010 bedrev det svenska gruvbolaget Minelco brytning av olivin i en gruva vid Fiskefjorden, där det då fanns en modern hamn, vägar, krossanläggning och en liten bygd där de 50-60 gruvarbetarna bodde, cirka 40 kilometer från Atammik. Gruvan producerade årligen omkring två miljoner ton olivin som krossades, sorterades och kvalitetssäkrades, innan det exporterades. Olivin är ett mineral som används vid framställning av järnmalm. 